# Underminded
Underminded is een Amerikaanse hardcorepunk/metalcore band, opgericht in 1999 in San Diego.

## Geschiedenis
Underminded werd opgericht in 1999 in San Diego door zanger Nick Martin en gitarist Matt Johnson. In die tijd gingen beiden naar een katholieke school. In 2000 sloten drummer Tanner Wayne en bassist Brandon Caldwell zich bij de band aan. Buck-O-Nine-zanger Jon Pebsworth moedigde de band ertoe aan te gaan toeren. In 2003 verscheen de eerste ep The Task of the Modern Educator, waarop Mike Fuentes, die vandaag de dag actief is met zijn oudere broer Vic in Pierce the Veil, als drummer te horen is. Een jaar later werd Hail Unamerican! uitgebracht, het debuutalbum bij Kung Fu Records. In hetzelfde jaar toerde de band de hele Warped Tour om hun album te promoten. Daarnaast toerde de band als onderdeel van de Kung Fu Tour in 2005 als voorprogramma van The Vandals door Europa. Begin 2004 gaf de band echter concerten op Europese bodem.
Het volgende album Eleven: Eleven werd aangekondigd voor 2006, maar het album werd pas in 2007 uitgebracht. Het werd geproduceerd door Paul Miner en uitgebracht bij Uprising Records. Underminded toerde onder meer met Scary Kids Scaring Kids, The Devil Wears Prada, Chiodos en Emery. In een interview in Decoy Magazine in 2009 werd gezegd dat de band nog steeds actief was.

## Stijl
De muziek wordt omschreven als een energieke mix van Poison the Well, Strike Anywhere, Hope Conspiracy en Boysetsfire. De band heeft twee schreeuwers in Nick Martin en Matt Johnson. De teksten worden op persoonlijke basis bewaard en hebben een politieke ondertoon. Dit is het hoofdconcept van het debuutalbum Hail Unamerican! over onderwijs. De muzikanten zien zelf geen neopolitieke band in Underminded, ook al ziet de bevolking ze als zodanig.

## Bezetting
Huidige bezetting
- Nick Martin (zang, e-gitaar)
- Matt Johnson (e-gitaar, achtergrondzang)
- Brandon Caldwell (e-basgitaar, achtergrondzang)
- Tanner Wayne (drums)

Voormalige leden
- Mike Fuentes (drums)
- Wade Youman (drums)
- Joe Mullen (drums)
- Matty O'Connell (e-gitaar)
- Richie Ochoa (e-gitaar)
- Chris Copley (e-basgitaar)
- Christopher Swinney (e-basgitaar)

## Discografie

### Ep's
- 2003: The Task of the Modern Educator

### Albums
- 2004: Hail Unamerican! (Kung Fu Records)
- 2007: Eleven:Eleven (Uprising Records)